# Premio Aventis
El Premio Aventis se concede al mejor libro de divulgación científica es un premio anual que otorgado por la Real Sociedad de Londres. Fue establecido en 1988. A partir del 2010 se denomina  Royal Society Winton Prize for Science Books.

## Proceso de selección
La postulación es abierta para todos los libros acerca de ciencia publicados en inglés en el año precedente que puedan ser adquiridos en el Reino Unido. Existen dos paneles, uno para el Premio General, para el mejor escrito acerca de ciencia en categoría general (adultos) y otro en categoría infantil, para libros escritos para menores de 14 años. El ganador o ganadora de cada categoría se adjudica £10,000.

## Lista de libros ganadores
| Año  | Categoría Adulto                                                                                                | Categoría Infantil |
| ---- | --- | --- |
| 2014 | Stuff Matters: The Strange Stories of the Marvellous Materials that Shape Our Man-made World, de Mark Miodownik | - |
| 2013 | The Particle at the End of the Universe, de Sean Carroll                                                        | - |
| 2012 | The Information, de James Gleick                                                                                | - |
| 2011 | The Wavewatcher's Companion, de Gavin Pretor-Pinney                                                             | - |
| 2010 | Life Ascending, de Nick Lane                                                                                    | - |
| 2009 | The Age of Wonder, de Richard Holmes                                                                            | - |
| 2008 | Six Degrees: Our Future on a Hotter Planet, de Mark Lynas                                                       | Big Book of Science Things to Make and Do, de Rebecca Gilpin & Leonie Pratt |
| 2007 | Stumbling on Happiness, de Daniel Gilbert (Harper Press)                                                        | Can You Feel the Force?, de Richard Hammond (Dorling Kindersley; ISBN 1-4053-1543-1) |
| 2006 | Electric Universe - How Electricity Switched on the Modern World, David Bodanis (Little Brown)                  | Global Garden, Kate Petty, Jennie Maizels y Corina Fletcher ( Eden Project) |
| 2005 | Critical Mass: How One Thing Leads to Another, Philip Ball (William Heinemann)                                  | What Makes Me, Me?, Robert Winston (Dorling Kindersley) |
| 2004 | A Short History of Nearly Everything, Bill Bryson (Doubleday/Transworld)                                        | Really Rotten Experiments, Nick Arnold & Tony De Saulles (Scholastic Children's Books) |
| 2003 | Right Hand, Left Hand, Chris McManus (Weidenfeld & Nicolson)                                                    | The DK Guide to the Oceans, Frances Dipper (Dorling Kindersley) |
| 2002 | The Universe in a Nutshell, Stephen Hawking (Bantam Press/ Transworld Publishers)                               | DK Guide to The Human Body, Richard Walker (Dorling Kindersley) |
| 2001 | Mapping the Deep - The Extraordinary Story of Ocean Science, Robert Kunzig (Sort of Books)                      | DK Guide to Weather, Michael Allaby (Dorling Kindersley) |
| 2000 | The Elegant Universe, Brian Greene (Jonathan Cape)                                                              | DK Guide to Space, Peter Bond (Dorling Kindersley) |
| 1999 | The Man who Loved Only Numbers, Paul Hoffman (Fourth Estate)                                                    | The Usborne Complete Book of the Microscope, Kirsteen Rogers (Usborne Publishing) |
| 1998 | Guns, Germs and Steel, Jared Diamond (Jonathan Cape)                                                            | The Kingfisher Book of Oceans, David Lambert (Kingfisher) |
| 1997 | The Wisdom of Bones: In Search of Human Origins, Alan Walker and Pat Shipman (Weidenfeld and Nicolson)          | Horrible Science series: Blood, Bones and Body Bits and Ugly Bugs, Nick Arnold (Scholastic) |
| 1996 | Plague's Progress, Arno Karlen (Victor Gollancz)                                                                | The World of Weather, Chris Maynard (Kingfisher) |
| 1995 | The Consumer's Good Chemical Guide, John Emsley (WH Freeman)                                                    | The Most Amazing Pop-Up Science Book, Jay Young ( Watts Books) |
| 1994 | The Language of the Genes, Steve Jones (HarperCollins)                                                          | Eyewitness Science: Evolution, Linda Gamlin (Dorling Kindersley) |
| 1993 | The Making of Memory, de Steven Rose (Bantam Press)                                                             | Mighty Microbes, Thompson Yardley (Cassell plc) |
| 1992 | The Rise and Fall of the Third Chimpanzee, Jared Diamond (Hutchinson Radius)                                    | The Amazing Voyage of the Cucumber Sandwich, Peter Rowan (Jonathan Cape Ltd) |
| 1991 | Wonderful Life, Stephen Jay Gould (Hutchinson Radius)                                                           | Cells are Us and Cell Wars, Fran Balkwill y Mic Rolph (William Collins Sons and Co Ltd) |
| 1990 | The Emperor's New Mind, Roger Penrose (Oxford University Press)                                                 | Starting Point Science Series: What Makes a Flower Grow?/What Makes it Rain?/What's Under the Ground?/Where Does Electricity Come From?, Susan Mayes (Usborne Publishing Ltd) y The Giant Book of Space, Ian Ridpath (Hamlyn Publishing) |
| 1989 | Bones of Contention, Robert Lewin (Simon and Schuster)                                                          | The Way Things Work, David Macaulay (Dorling Kindersley) |
| 1988 | Living with Risk, the British Medical Association Board of Science (the BMA and John Wiley and Sons)            | Science Alive - Living Things, Robin Kerrod (Macdonalds Children's Books) |